# 다차원 척도
다차원 척도(Multidimensional scaling, MDS)는 데이터 세트의 개별 사례의 유사성 수준을 시각화하는 수단이다. MDS는 "n개 객체 또는 개인 집합 간의 쌍별 '거리'에 대한 정보"를 추상 데카르트 공간에 매핑된 n개 점 구성으로 변환하는 데 사용된다.
보다 기술적으로 MDS는 정보 시각화, 특히 거리 행렬에 포함된 정보를 표시하는 데 사용되는 관련 안수 기술 세트를 나타낸다. 비선형 차원 축소의 한 형태이다.
세트에 있는 각 개체 쌍 사이의 거리가 포함된 거리 행렬과 선택한 차원 수 N이 주어지면 MDS 알고리즘은 각 개체를 N차원 공간(하위 차원 표현)에 배치하여 개체 간 거리가 다음과 같도록 한다. 최대한 잘 보존된다. N = 1, 2, 3인 경우 결과 점을 산점도로 시각화할 수 있다.
MDS에 대한 핵심 이론적 기여는 기능적 데이터 분석의 창시자로 여겨지는 맥길 대학교의 제임스 O. 램지(James O. Ramsay)에 의해 이루어졌다.

## 같이 보기
- 클러스터 분석
- 인자 분석
- 차원 축소 (통계학)
- 케일리-멩거 행렬식
- 새몬 매핑